# Aimutin 1
Aimutin 1  ist ein Stadtteil der osttimoresischen Landeshauptstadt Dili im Suco Comoro (Verwaltungsamt Dom Aleixo, Gemeinde Dili).

## Geographie
Aimutin 1 bildet den Norden des Stadtteils Aimutin. Aimutin 1 liegt in etwa zwischen der Avenida Nicolau Lobato im Norden, der Rua Hás-Laran im Westen, der Avenida de Hudi-Laran im Süden und der Rua de Komunal. Grob stimmt das mit den Aldeias Ramelau Delta, Aimutin, São Miguel und Teilen von São José überein. Aimutin 1 liegt auf einer Meereshöhe von 50 m.

## Einrichtungen
In Ramelau Delta befinden sich das Instituto de Geociências de Timor-Leste (IGTL) an der Avenida de Hudi-Laran, die Agape Christian Baptist Church an der Rua da Sabraka Fuan II und die East Timor Trading (ETT) an der Rua Hás-Laran.
In der Aldeia Aimutin liegen die katholische Kirche São José Aimutin, die Grundschule Escola Basica Filial E.B.F. Aimutin und die Prä-Sekundarschule Finantil.